# Ivan Pregelj

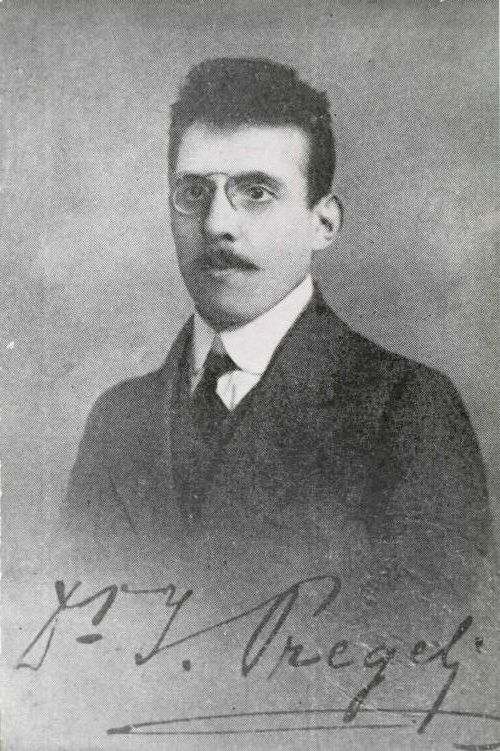
Ivan Pregelj

Ivan Pregelj (ur. 27 października 1883 w Moście na Soči, zm. 30 stycznia 1960 w Lublanie) – słoweński pisarz, poeta, dramaturg i krytyk.

## Życiorys
Wcześnie stracił rodziców, a nim opiekowała się babcia, bajkopisarka Ana Carli, później proboszcz J. Fabijan. Uczęszczał do szkoły przygotowawczej i gimnazjum w Goricy. W 1903 roku wstąpił do seminarium, z którego po 3 miesiącach został wykluczony. W latach 1904–1909 studiował germanistykę i slawistykę w Wiedniu, na której uzyskał tytuł doktora. Wrócił do ojczyzny i przez długie lata pracował jako profesor. Uczył w gimnazjum w Goricy, Pazinu, Idriji, Kranju (1912–1925) i w Lublanie od 1925 roku. Po wyzwoleniu żył odsunięty od społeczeństwa.

## Twórczość
Pisał przede wszystkim wiersze, opowiadania i dramaty. Pozostawił rozległe literacko-krytyczno-eseistyczne dzieło i przekłady różnych dzieł. Najbardziej znany jest z powieści Tolminci, a uczniowie szkół średnich znają go z noweli Matkova Tina. Mniej wiadomo, ze napisał libretto do opery Tajda kompozytora Hugolina Sattnera. W latach 1910–1933 rozwinął się we wszystkich formach i kierunkach. Znajomość barokowej i chrześcijańskiej literatury w sposób zdecydowany określa jego dzieła, nie mniej ważny był wpływ słoweńskiego gotyku. Ze współczesnych kierunków największy wpływ na jego twórczość wywarł ekspresjonizm, dlatego Pregelj uchodzi za najbardziej wyrazistego słoweńskiego, ekspresjonistycznego epika. Jednakże wpływała na jego twórczość też katolicko-chłopska literacka ideologia. Jego poglądy na literaturę wypływają z ideowego i estetycznego ukierunkowania A. Mahniča. Wpływ na twórczość I. Pregelja mieli również Janez Evangelist Krek, a później Izidor Cankar, Fran Saleški Finžgar i France Stelè. W estetyce i poetyce był wierny klasycznym wzorom (Platon, Arystoteles, Avguštin), chociaż w najlepszych prozatorskich dziełach pod względem formy i stylu był innowacyjny. Życie opisywał jako fatalny splot instynktów, religijną mistykę i wolę w opanowywaniu samego siebie. Najgłębiej sięgnął po opisy wewnętrznych ucisków duchownych, rozdartych pomiędzy cielesnością i prawem kościelnym. Walkę krwi i ducha ukazał w formie naturalistycznej. Jego radykalizm wielokrotnie wzbudzał ostre osądy katolickiej krytyki.
Rozpoczął od poezji, a później poświęcił się przede wszystkim prozie. Jego rozwój od pierwszych publikacji (1901) do pierwszych dojrzałych i niezależnych dzieł (opowiadanie Mlada Breda, 1913) przebiegał powoli. Jego najbardziej płodny okres to lata 1914–1923, w którym trudno przezwyciężył religijny i ideowy kryzys. Obok opowiadań pisał wyraziste kunsztowne, według stylu barokowych szkiców literackich i obszerne z ekspresjonistycznym wyczuciem przepojone powieści (Tolminci, Štefan Golja in njegovi, Plebanus Joannes, Bogovec Jernej). Po tym nastąpił okres chwilowego uspokojenia, w którym powstały dzieła bardziej barokowe, fabułowo rozwinięte (Osmero pesmi, Magister Anton, Salve virgo Catharina). Następnie nastąpił okres załamania (1929–1933), rozrachunków z samym sobą i słabnącej siły twórczej z ostatnimi ważniejszymi utworami (nowele Thabiti kumi, Usahli vrelci). Po 1933 roku napisał jeszcze podręcznik z teorii literatury, kilka autobiograficznych artykułów i sporo krytyk. Do tekstów dramatycznych, powstałych głównie w latach 20. z podobną tematyką jak utwory prozatorskie, należą ekspresjonistyczne groteski Berači, Katastrofa, V Emavs i barokowe tragikomedie Salve virgo, Catharina. Dla czasopisma „Mentor” przetłumaczył sporo wierszy Johanna Wolfganga von Goethego, Friedricha Schillera, Ludwiga Uhlanda, Heinricha Heinego.

## Wybrane utwory
Proza
- Mlada Breda (1913) – opowiadanie
- Slovenka (1919)
- Plebanus Joannnes – powieść
- Umreti nočejo – opowiadanie

Dramaturgia
- Vita (1911) – trylogia
- Berači (1917) – groteska
- Katastrofa ali Vest (1917) – groteska
- Salve virgo Catharina (1927) – tragikomedia

Krytyka i eseistyka
- Osnovne črte iz književne teorije (1936) – podręcznik z teorii literatury
- Slovstvena zgodovina Slovencev, Hrvatov in Srbov (1938)